# アメリカ合衆国環境保護庁長官
アメリカ合衆国環境保護庁長官（アメリカがっしゅうこくかんきょうほごちょうちょうかん、英: Administrator of the Environmental Protection Agency）は、アメリカ合衆国連邦政府の環境保護庁 (EPA) の長であり、連邦の大気浄化法と水質浄化法を（他の多くの環境関連法と共に）実施する役割を果たす。長官は大統領によって指名され、上院の投票によって承認されねばならない。環境保護庁長官の職は、環境保護庁設置法に基づき1970年に設置された。
環境保護庁長官は慣習的に、閣僚級の地位を大統領から付与され、大統領、副大統領と15名の内閣長官と共に座る。1980年代末以降、環境保護庁長官を閣僚に昇格させようとする運動が起こり、環境問題に対応すべく同庁を第16の内閣機関とした。環境保護庁長官は、他の諸国における環境大臣に相当する。

## 歴代環境保護庁長官
| 代 | 長官                                    | 在任期間                      | 大統領                                    |
| -- | --------------------------------------- | ----------------------------- | ----------------------------------------- |
| 1  | ウィリアム・D・ラッケルズハウス         | 1970年12月4日 - 1973年4月30日 | リチャード・ニクソン                      |
| -  | ロバート・W・フライ（代理）             | 1973年4月30日 - 1973年9月12日 | リチャード・ニクソン                      |
| 2  | ラッセル・E・トレイン                   | 1973年9月12日 - 1977年1月20日 | リチャード・ニクソン ジェラルド・フォード |
| -  | ジョン・クォールズ・ジュニア（代理）    | 1977年1月21日 - 1977年3月6日  | ジミー・カーター                          |
| 3  | ダグラス・M・コッスル                   | 1977年3月7日 - 1981年1月20日  | ジミー・カーター                          |
| -  | スティーヴ・ジェリネック（代理）        | 1981年1月21日 - 1981年1月25日 | ロナルド・レーガン                        |
| -  | ウォルター・バーバー・ジュニア（代理）  | 1981年1月25日 - 1981年5月19日 | ロナルド・レーガン                        |
| 4  | アン・M・バーフォード（旧姓ゴーサッチ） | 1981年5月20日 - 1983年3月9日  | ロナルド・レーガン                        |
| 5  | ウィリアム・D・ラッケルズハウス         | 1983年5月18日 - 1985年1月4日  | ロナルド・レーガン                        |
| 6  | リー・M・トマス                         | 1985年2月8日 - 1989年1月20日  | ロナルド・レーガン                        |
| 7  | ウィリアム・K・レイリー                 | 1989年2月6日 - 1993年1月20日  | ジョージ・H・W・ブッシュ                  |
| 8  | キャロル・M・ブラウナー                 | 1993年1月22日 - 2001年1月19日 | ビル・クリントン                          |
| 9  | クリスティン・トッド・ウィットマン      | 2001年1月31日 - 2003年6月27日 | ジョージ・W・ブッシュ                     |
| -  | マリアン・ラマント・ホリンコ（代理）    | 2003年7月14日 - 2003年11月5日 | ジョージ・W・ブッシュ                     |
| 10 | マイケル・オーカーランド・レヴィット    | 2003年11月6日 - 2005年1月26日 | ジョージ・W・ブッシュ                     |
| 11 | スティーヴン・L・ジョンソン             | 2005年4月29日 - 2009年1月20日 | ジョージ・W・ブッシュ                     |
| 12 | リサ・P・ジャクソン                     | 2009年1月22日 - 2013年2月19日 | バラク・オバマ                            |
| -  | ボブ・ペルカセペ（代理）                | 2013年2月19日 - 2013年7月18日 | バラク・オバマ                            |
| 13 | ジーナ・マッカーシー                    | 2013年7月18日 - 2017年1月20日 | バラク・オバマ                            |
| -  | キャサリン・マケイブ（代理）            | 2017年1月20日 - 2017年2月17日 | ドナルド・トランプ                        |
| 14 | スコット・プルーイット                  | 2017年2月17日 - 2018年7月9日  | ドナルド・トランプ                        |
| 15 | アンドリュー・R・ウィーラー             | 2018年7月9日 - 2021年1月20日  | ドナルド・トランプ                        |
| -  | ジェーン・ニシダ（代理）                | 2021年1月20日 - 2021年3月11日 | ジョー・バイデン                          |
| 16 | マイケル・リーガン                      | 2021年3月11日 - 現職          | ジョー・バイデン                          |
| -  | ジェーン・ニシダ（代理）                | 2025年1月1日 - 2025年1月20日  | ジョー・バイデン                          |
| -  | ジェームズ・ペイン（代理）              | 2025年1月20日 - 2025年1月29日 | ドナルド・トランプ                        |
| 17 | リー・ゼルディン                        | 2025年1月29日 - 現職          | ドナルド・トランプ                        |

## 長官代理
長官代理は通常、前長官が辞任してから後継者が承認されるまで一時的に、または政権交代の過渡期に、後継者が指名・承認されるまで職を引き受けるということに注意せねばならない。長官代理は環境保護庁職員の中から選ばれ、通常、あらかじめ上院の承認を得ることを就任の条件とする。リンダ・フィッシャーとスティーヴン・L・ジョンソン、アンドリュー・R・ウィーラーは長官代理就任時に、副長官を務めていた。マリアン・ラマント・ホリンコは、当時次官であった。彼らは長官代理就任に際して上院の承認を要しなかったが、正式な長官として勤務するには、（リー・M・トマスやスティーヴン・L・ジョンソン、アンドリュー・R・ウィーラーの場合のように）上院によって承認されねばならない。